# Марса-ель-Кад-Ях'я
Марса́-ель-Кад-Я́х'я — бухта, розташована в північній частині Червоного моря, в протоці Губаль. Розташована в межах Єгипту, омиває береги Синайського півострову.